# نادي التعاون (فلسطين)
نادي التعاون الرياضي، هو نادي رياضي فلسطيني كان يلعب في دوري قطاع غزة للدرجة الرابعة قبل إلغائها عام 2014.

## مشاركات سابقة
- دوري قطاع غزة الدرجة الثانية
- دوري قطاع غزة الدرجة الثالثة
- كأس فلسطين لأندية قطاع غزة 2013–14
- دوري قطاع غزة الدرجة الرابعة